# Oskarssonita
La oskarssonita és un mineral de la classe dels halurs, que pertany i dona nom al subgrup de l'oskarssonita. Rep el seu nom del vulcanòleg islandès Niels Oskarsson (1944).

## Característiques
La oskarssonita és un fluorur de fórmula química AlF₃, sent la seva forma de baixa temperatura. Va ser aprovada com a espècie vàlida per l'Associació Mineralògica Internacional l'any 2012. Cristal·litza en el sistema trigonal. És un mineral isostructural amb la waimirita-(Y), de la qual és el seu anàleg amb alumini. L'exemplar que va servir per a determinar l'espècie, el que es coneix com a material tipus, es troba conservat al Icelandic Institute of Natural History, l'Institut islandès d'història natural que es troba a Reykjavík, Islàndia, amb el número de mostra NI 24489.

## Formació i jaciments
Va ser descoberta a la superfície de les fumaroles de l'Eldfell, un volcà que es troba a l'illa d'Heimaey, a l'arxipèlag Vestmannaeyjar, a la regió de Suðurland, Islàndia. En aquest indret sol tormar-se associada a altres minerals com: òpal, meniaylovita, jarosita, jakobssonita, hidroquenoralstonita, hematites, guix, bassanita, anhidrita i anatasa. També ha estat descrita a la granja Chicória, al riu Sorriso, al Mato Grosso (Brasil), i probablement també al mont Erebus, a l'Antàrtida.